# Hapci-barlang
A Hapci-barlang a Duna–Ipoly Nemzeti Parkban lévő Gerecse hegységben található egyik barlang. Denevérek is előfordulnak járataiban.

## Leírás
Vértesszőlős külterületén, a Halyagos-hegy ÉNy-i oldalába mélyedő Farkas-völgy felső szakaszán lévő erdőben elhelyezkedő és kb. 400 m tengerszint feletti magasságban nyíló bejárata függőleges tengelyirányú és lezáratlan. A piros sáv jelzésű turistaút Vértes László-barlang és Szőlősi Arany-lyuk szakaszának felénél, az úttól D-re kb. 50 m-re van. A Vértes László-barlang bejáratától 240 m-re 45°-ra található bejáratának omladékos felső része beton kútgyűrűvel biztosítva van.
A barlang egy 0,5–1×1,5–3 m szelvényű függőleges hasadékjellegű, alján 0,2 m-esre összeszűkülő aknából áll. Felső triász vastagpados dachsteini mészkő ÉK–DNy irányú törésvonala mentén beszivárgó vizek korróziójával jött létre. Falainak nagy része csipkésre van oldva és képződménymentes. Csapadékos időben intenzív csepegések és csorgások is előfordulnak benne, ilyenkor a végponton kis pocsolya alakul ki.
A Gerecse Barlangkutató és Természetvédő Egyesület végzett denevér megfigyeléseket a Hapci-barlangban, amelyek során 3 denevérfaj; kis patkósdenevér, horgasszőrű denevér és közönséges denevér jelenlétét állapították meg a csoporttagok. Az észlelési adatok és a néha fellelhető friss ürülék alapján kis faj- és egyedszámú alkalmi téli denevér-szálláshelynek tekinthető.
1978-ban volt először Hapci-barlangnak nevezve a barlang az irodalmában. Előfordul a barlang az irodalmában 28-as Hapci-víznyelőbarlang (Fleck, Vid 1982), 28. sz. viznyelő (Juhász 1977), 28.sz. viznyelő (Juhász 1978), 28. sz.-viznyelő (Juhász 1977), 28. sz. víznyelő (Juhász 1994) és 28.sz. víznyelő (Székely 1994) neveken is.

## Kutatástörténet
A Tatabányai Szénbányák Barlangkutató Csoportjának 1970. évi jelentésében az olvasható, hogy 1970. április 26-án új víznyelőt kezdett el bontani a csoport és abban 2,5 m mélyre jutott. Az út mellett lévő nyelő még nem szerepel a a csoporttagok által szerkesztett és jelenleg is használt D-i Gerecse barlangjai és víznyelői című térképen. A mellékelt pauszon 28-as számmal van jelölve, a 11-es és a 17-es víznyelők között helyezkedik el. Május 16-án a tagok folytatták a nyelőbontást, de délután egy hirtelen jött zivatar miatt abbahagyták a munkát.
A Vértes László Karszt- és Barlangkutató Csoport 1977. januárban a Vértes László-barlang közelében lévő 28. sz. viznyelő gödrét megbontotta. 2 m³ föld és kőtörmelék eltávolításával bejutott a szálkőben kialakult járatba. 6 m mélységben törmelékdugó gátolta a továbbjutást. Az 1978. évi csoportjelentés szerint a csoport az addigi eredmények miatt átértékelte a csoport által 1969-ben készült helyszínrajzot és ezért a 28.sz. viznyelő a Hapci-barlang. A tagok a Hófehérke-barlang közelében feltárt barlangokat akarták elnevezni a hét törpe neveiről. A Hapci, Morgó és Szende javasolt nevek.
1978-ban a Hapci-barlangban folytatta a csoport a bejárat alatti törmelékdugó bontását és kb. 4 m³ anyagot termelt ki. Nagy nehézséget okozott két többmázsás kőtömb, ezeket nem tudta kézi erővel kivinni. Tervezte, hogy jövőre gépesíti a munkahelyet. A kézirathoz mellékelve lett egy 1:10.000 méretarányú helyszínrajz, amelyen a Halyagos-hegy barlangjainak és víznyelőinek elhelyezkedése látható. A helyszínrajzon jelölve van a Hapci-barlang helye. Az 1978. évi MKBT Beszámolóban napvilágot látott a jelentés nyomtatott változata.
1979-ben a csoport bontotta a bejárat alatti törmeléket. Kézi erővel dolgozott, mert a szűk bejárati nyílás és a gyenge szellőzés miatt robbanómotoros berendezést nem használhatott. Kb. 2 m³ kő szétvésésével 1,5 métert haladt előre. A munkahelyen 14 leszálláskor 82 személy összesen 330 órát dolgozott. 1980-ban a csoport a bejárat alatti dugó kőtörmelékes humuszának bontásával 6,6 m mélyre jutott és ebben az anyagban néhány csontot talált. A Kordos László által meghatározott vaddisznó, európai őz és Bos csontok holocénok, nemrég kerülhettek a barlangba. A barlang talppontjáig, 9,7 m-ig homokos lösz települt.
A tagok eltávolították a korhadó bejárati ácsolatot és beton kútgyűrűt helyeztek a barlangbejáratra. Szerintük ezért a bejárat hosszú időre biztosítva van. Decemberben felmérték a barlangot. Év végéig 9,7 m mélységet értek el úgy, hogy végig teljes szelvényben bontották a járatot. Kitermeltek kb. 12 m³ anyagot. Ezt 24 munkatúrán 96 személy részvételével, 680 munkaóra teljesítésével érték el. Biztató, hogy az esőzések után befolyó sok víz hamar elszivárog a talppontról. Úgy gondolták, hogy ez a maradék kitöltés kis vastagságát jelzi.
Az 1980. évi MKBT Beszámolóban publikált Kordos László által írt jelentésben az olvasható, hogy Juhász Márton a bejárat alatti törmelékdugó bontásából, kb. 7 m mélységből vaddisznó és európai őz csontokat gyűjtött. 1981-ben a csoport kb. 6–8 m³ anyag kitermelésével és 4 m talpszintsüllyesztéssel 14 m mélyre jutott a barlangban. A végponti kitöltés helyzete alapján valószínű, hogy az addig függőleges akna enyhe lejtéssel folytatódik.
Az 1981. évi Karszt és Barlang 1–2. félévi számában nyilvánosságra lett hozva, hogy a Hapci-barlangnak 4630/37. a barlangkataszteri száma. 1982. november 13-án Juhász Márton és Tolnai András felmérték a barlangot. A felmérés alapján 15 m hosszú és 15 m mély barlangról Juhász Márton szerkesztett hosszmetszet térképet 4 keresztmetszettel. 1982-ben a csoport olyan helyzetbe került, hogy a barlang további feltárása lehetetlen lett. A munkát befejezte itt és kutatási zárójelentést készített. Az 1982. évi MKBT Beszámolóban publikálva lett a csoport 1982. évről szóló jelentése a barlang térképével, a barlang kutatásának zárójelentésével és az 1978. évi csoportjelentéshez mellékelt helyszínrajzzal.
Az 1982. évi Karszt és Barlangban megjelent közlemény szerint a Bányász Művelődési és Oktatási Központ Vértes László Karszt- és Barlangkutató Csoportjának egyik kutatási területe a 28-as Hapci-víznyelőbarlang. Az 1984-ben kiadott Magyarország barlangjai című könyv országos barlanglistájában szerepel a Gerecse hegység barlangjai között a 4630/37 barlangkataszteri számú barlang Hapci-barlang néven. A listához kapcsolódóan látható a Dunazug-hegység barlangjainak földrajzi elhelyezkedését bemutató 1:500 000-es méretarányú térképen a barlang földrajzi elhelyezkedése. Az 1990. évi Karszt és Barlangban közlésre került, hogy a KÜLKER SC Természetjáró Szakosztály Barlangkutató Csoportja 1989-ben a barlangban állagvédelmi munkát végzett.
Az 1994. évi Limesben lévő, Juhász Márton által írt tanulmányban az olvasható, hogy a Halyagoson 1970 elején kezdődött el az újonnan nyilvántartásba vett 28. sz. víznyelő próbabontása. 1981-ben folytatódott a 28. sz. víznyelő, azaz a Hapci-barlang feltárása. 1982-ben a barlangban a beszűkülő járatszelvény miatt 15 m mélységben befejeződött a feltárás és kutatási zárójelentés készült.
Az 1994. évi Limesben közölt, Székely Kinga által írt tanulmányban az olvasható, hogy a 4630/37 barlangkataszteri számú Hapci-barlang másik neve 28.sz. víznyelő. Bertalan Károly barlangleltárában nincs benne az üreg. A Barlangtani Intézetben a barlangnak nincs kataszteri törzslapja, kutatási törzslapja és irodalmi törzslapja, de térképe és fényképe van. Az 1994. évi Limesben publikált, Kordos László által írt összefoglalásban meg van említve, hogy 1980-ban Juhász Márton a bejárat alatti törmelékdugó bontásából, kb. 7 m mélységből vaddisznó és európai őz csontokat gyűjtött.
Juhász Márton 2007. évi publikációjában az van írva, hogy a Vértesszőlősön lévő Hapci-barlang másik elnevezése 28.sz. víznyelő. Közhiteles barlangnyilvántartási száma 4630-37, UTM-kódja CT07C2. 15 m hosszú és 15 m mély. A barlangban a Gerecse Barlangkutató és Természetvédő Egyesület 1986 és 2006 között 16 téli, 4 tavaszi, 9 nyári és 5 őszi (összesen 34) denevér-megfigyelést végzett, amelyek közül 6 téli, 1 tavaszi és 2 őszi (összesen 9) volt eredményes. A barlangban végzett denevér-megfigyelésekkel kapcsolatos irodalom Juhász Márton 5 kéziratából áll. A szabadon bejárható barlang forgalmas turistaút közelében nyílik. Jellege és bejáratának megtalálási nehézsége miatt számottevő emberi zavarás nem fenyegeti. Beavatkozás, védelmi intézkedés jelenleg nem szükséges.
| Dátum              | Rhin. hip. | Myo. nat. | Myo. myo. |
| ------------------ | ---------- | --------- | --------- |
| 1997. október 28.  | 1          | –         | 1         |
| 1997. december 6.  | 1          | –         | 1         |
| 1998. január 18.   | 2          | 1         | –         |
| 1998. december 31. | 1          | 1         | –         |
| 2000. február 6.   | 1          | 1         | –         |
| 2000. február 26.  | 1          | 1         | –         |
| 2000. december 29. | 1          | –         | –         |
| 2001. március 24.  | –          | –         | 1         |
| 2005. október 31.  | 2          | –         | –         |

## Denevér-megfigyelések
| \| Dátum \| Rhin. hip. \| Myo. nat. \| Myo. myo. \| \| -------------------- \| ---------- \| --------- \| --------- \| \| 1986. január 11. \| – \| – \| – \| \| 1997. január 25. \| – \| – \| – \| \| 1997. június 29. \| – \| – \| – \| \| 1997. október 28. \| 1 \| – \| 1 \| \| 1997. december 6. \| 1 \| – \| 1 \| \| 1998. január 18. \| 2 \| 1 \| – \| \| 1998. május 30. \| – \| – \| – \| \| 1998. december 31. \| 1 \| 1 \| – \| \| 2000. február 6. \| 1 \| 1 \| – \| \| 2000. február 26. \| 1 \| 1 \| – \| \| 2000. december 29. \| 1 \| – \| – \| \| 2001. március 24. \| – \| – \| 1 \| \| 2001. július 29. \| – \| – \| – \| \| 2004. június 28. \| – \| – \| – \| \| 2004. december 28. \| – \| – \| – \| \| 2005. október 31. \| 2 \| – \| – \| \| 2006. február 28. \| – \| – \| – \| \| 2006. június 3. \| – \| – \| – \| \| 2006. szeptember 17. \| – \| – \| – \| \| 2006. december 16. \| – \| – \| – \| \| 2009. február 28. \| – \| – \| – \| \| 2009. május 31. \| – \| – \| – \| \| 2009. október 3. \| – \| – \| – \| \| 2009. december 28. \| – \| – \| – \| \| 2010. április 14. \| – \| – \| – \| \| 2010. június 26. \| – \| – \| – \| \| 2010. augusztus 15. \| – \| – \| – \| \| 2010. december 8. \| – \| – \| – \| \| 2011. június 11. \| – \| – \| – \| \| 2011. december 30. \| – \| – \| – \| \| 2012. január 14. \| – \| – \| – \| \| 2012. augusztus 26. \| – \| – \| – \| \| 2013. március 3. \| – \| – \| – \| \| 2013. június 2. \| – \| – \| – \| \| 2013. szeptember 29. \| – \| – \| – \| \| 2013. december 2. \| – \| – \| – \| \| 2014. január 20. \| – \| – \| – \| \| 2014. július 5. \| – \| – \| – \| |            |           |           |
| Dátum | Rhin. hip. | Myo. nat. | Myo. myo. |
| 1986. január 11. | –          | –         | –         |
| 1997. január 25. | –          | –         | –         |
| 1997. június 29. | –          | –         | –         |
| 1997. október 28. | 1          | –         | 1         |
| 1997. december 6. | 1          | –         | 1         |
| 1998. január 18. | 2          | 1         | –         |
| 1998. május 30. | –          | –         | –         |
| 1998. december 31. | 1          | 1         | –         |
| 2000. február 6. | 1          | 1         | –         |
| 2000. február 26. | 1          | 1         | –         |
| 2000. december 29. | 1          | –         | –         |
| 2001. március 24. | –          | –         | 1         |
| 2001. július 29. | –          | –         | –         |
| 2004. június 28. | –          | –         | –         |
| 2004. december 28. | –          | –         | –         |
| 2005. október 31. | 2          | –         | –         |
| 2006. február 28. | –          | –         | –         |
| 2006. június 3. | –          | –         | –         |
| 2006. szeptember 17. | –          | –         | –         |
| 2006. december 16. | –          | –         | –         |
| 2009. február 28. | –          | –         | –         |
| 2009. május 31. | –          | –         | –         |
| 2009. október 3. | –          | –         | –         |
| 2009. december 28. | –          | –         | –         |
| 2010. április 14. | –          | –         | –         |
| 2010. június 26. | –          | –         | –         |
| 2010. augusztus 15. | –          | –         | –         |
| 2010. december 8. | –          | –         | –         |
| 2011. június 11. | –          | –         | –         |
| 2011. december 30. | –          | –         | –         |
| 2012. január 14. | –          | –         | –         |
| 2012. augusztus 26. | –          | –         | –         |
| 2013. március 3. | –          | –         | –         |
| 2013. június 2. | –          | –         | –         |
| 2013. szeptember 29. | –          | –         | –         |
| 2013. december 2. | –          | –         | –         |
| 2014. január 20. | –          | –         | –         |
| 2014. július 5. | –          | –         | –         |